# Atletikklubben af 1973
Atletikklubben af 1973 (forkortet AK73) er en dansk atletikklub/løbeklub hjemmehørende på Østerbro i København. Klubbens træningsfaciliteter findes på Østerbro Stadion.
Klubben stiftedes 29 maj 1973, da størstedelen af Københavns IF´s atletik medlemmer meldte de sig ud af KIF og stiftede foreningen AK73 i protest mod at KIF´s hovedbestyrelsen ikke ville støtte et forslag, fra atletikafdelingens daværende formand Niels-Christian Bendixen, at Dansk Atletik Forbund skulle indføre en idrætslig boykot af Sydafrika, som følge af landets apartheid love.